# Kosakowo (województwo warmińsko-mazurskie)
Kosakowo (niem. Marienthal) – wieś w Polsce, położona w województwie warmińsko-mazurskim, w powiecie kętrzyńskim, w gminie Srokowo.
W latach 1954–1957 wieś należała i była siedzibą władz gromady Kosakowo, po jej zniesieniu w gromadzie Srokowo. W latach 1975–1998 miejscowość administracyjnie należała do województwa olsztyńskiego.

## Integralne części wsi
| SIMC    | Nazwa  | Rodzaj    |
| ------- | ------ | --------- |
| 0488421 | Lipowo | część wsi |

## Historia
Wieś została założona w roku 1387 na prawie chełmińskim. Wieś miała powierzchnię 50 włók. Osadnicy otrzymali 12 lat wolnizny.
Przed reformacją Kosakowo było samodzielną parafią, która należała do archiprezbiteratu w Sępopolu. Kościół i cała wieś zostały spalone przez Tatarów wspomagających polskie wojska pacyfikujące Prusy Książęce w roku 1657 za udział Fryderyka Wilhelma w II wojnie północnej po stronie Szwecji. Kościół w Kosakowie już nie został odbudowany. We wsi pozostała granitowa chrzcielnica i dzwon kościelny z XVI wieku. Dzwon jest zawieszony na drewnianej wieży z II poł. XVII w.
W roku 1710 we wsi na dżumę zmarło 13 osób.